# فیلیپس آرنا
فیلیپس آرنا (انگلیسی: Philips Arena) یک سالن ورزشی سرپوشیده در آتلانتا، ایالات متحده آمریکا است.
این سالن که در سال ۱۹۹۹ تأسیس شده برای مسابقات بسکتبال، هاکی روی یخ و کنسرت‌های موسیقی مورد استفاده قرار می‌گیرد.

## نگارخانه

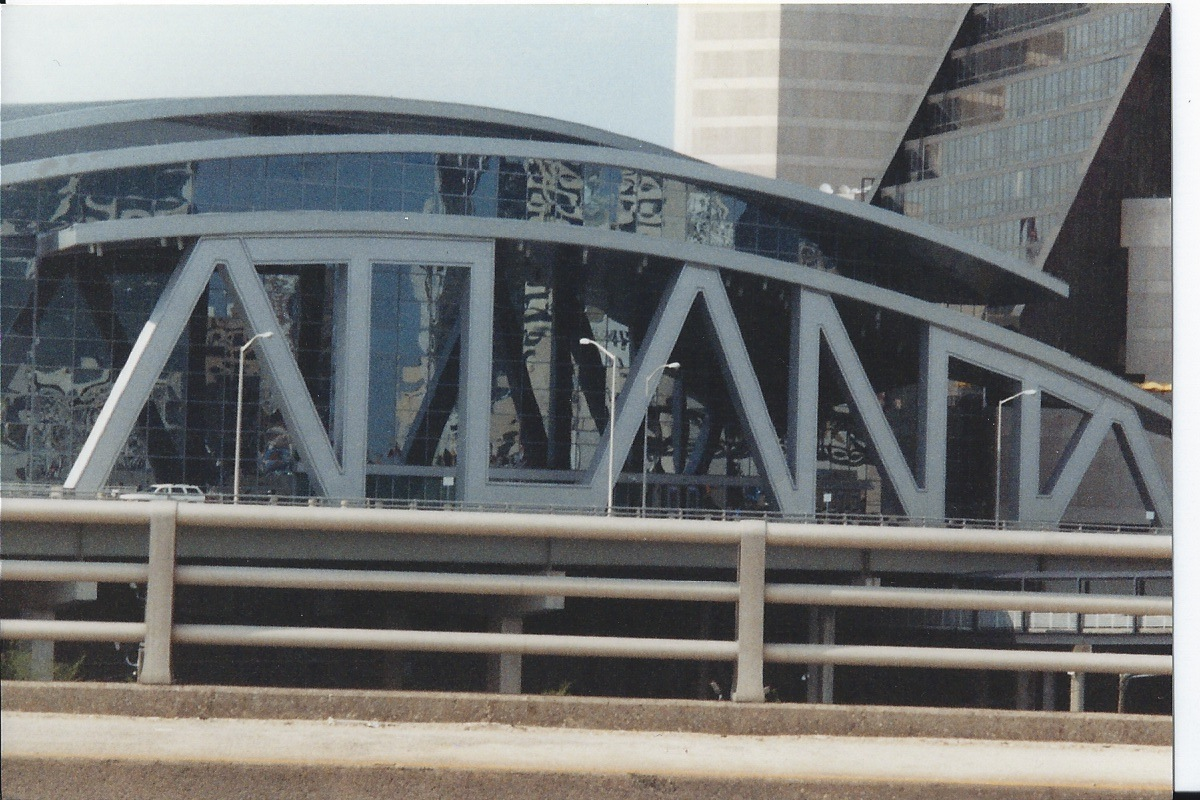
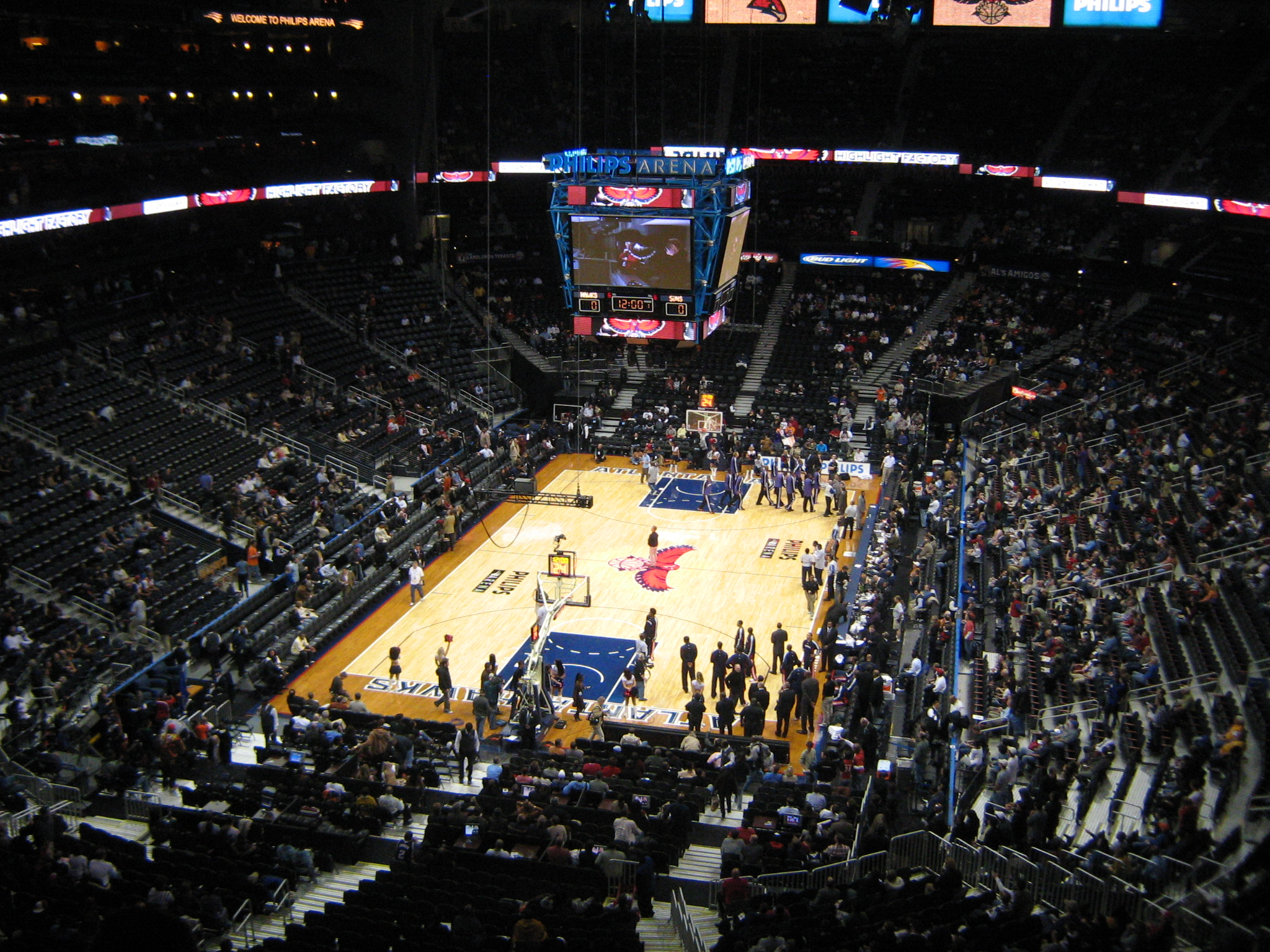
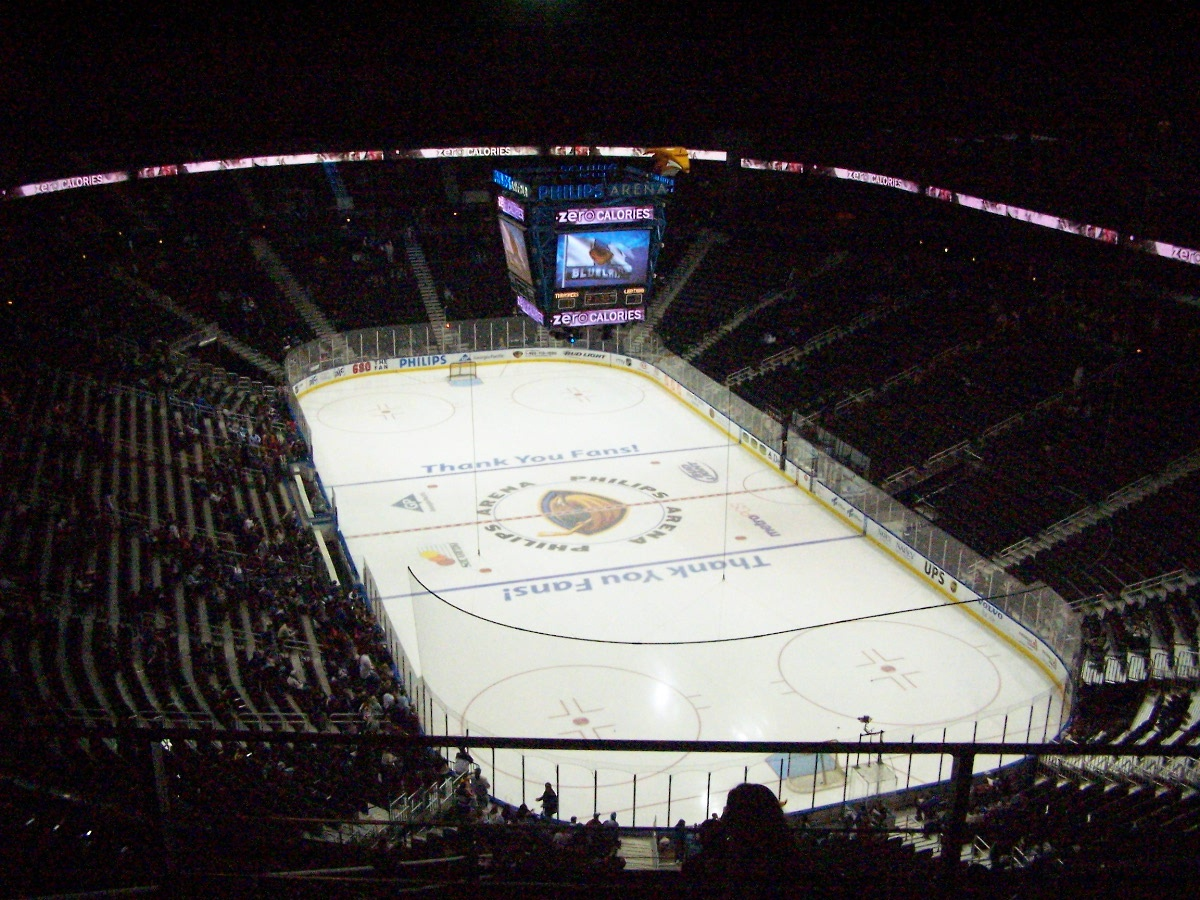
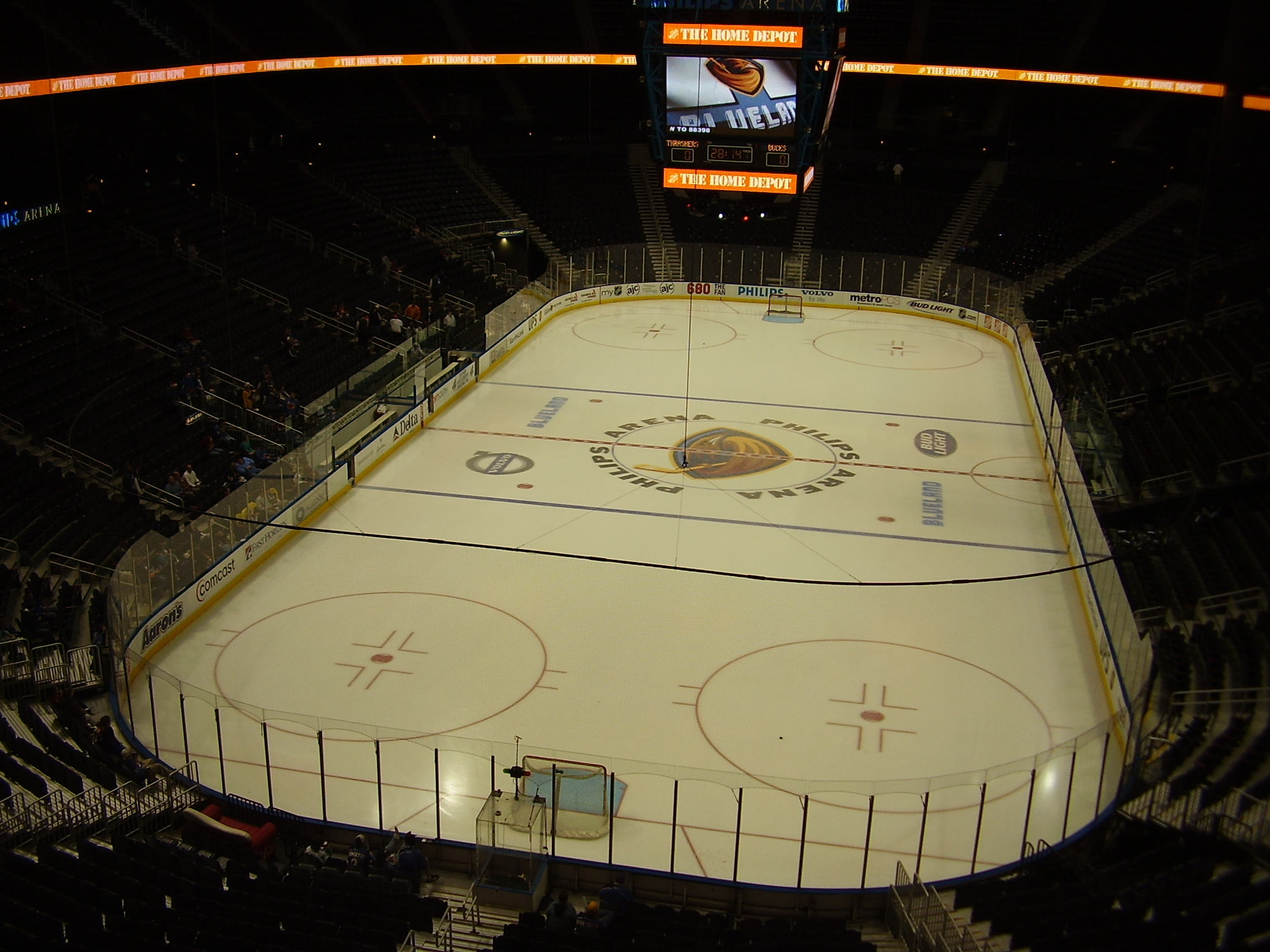